# Pedavena
Pedavena ist eine nordostitalienische Gemeinde (comune) mit 4321 Einwohnern (Stand 31. Dezember 2023) in der Provinz Belluno in Venetien. Die Gemeinde liegt etwa 28 Kilometer südwestlich von Belluno. Pedavena ist Teil des Parco nazionale delle Dolomiti Bellunesi.

## Trivia
Die Gemeinde ist durch das Lagerbier Birra Pedavena (1897 durch die Gebrüder Luciani gegründet) bekannt geworden.

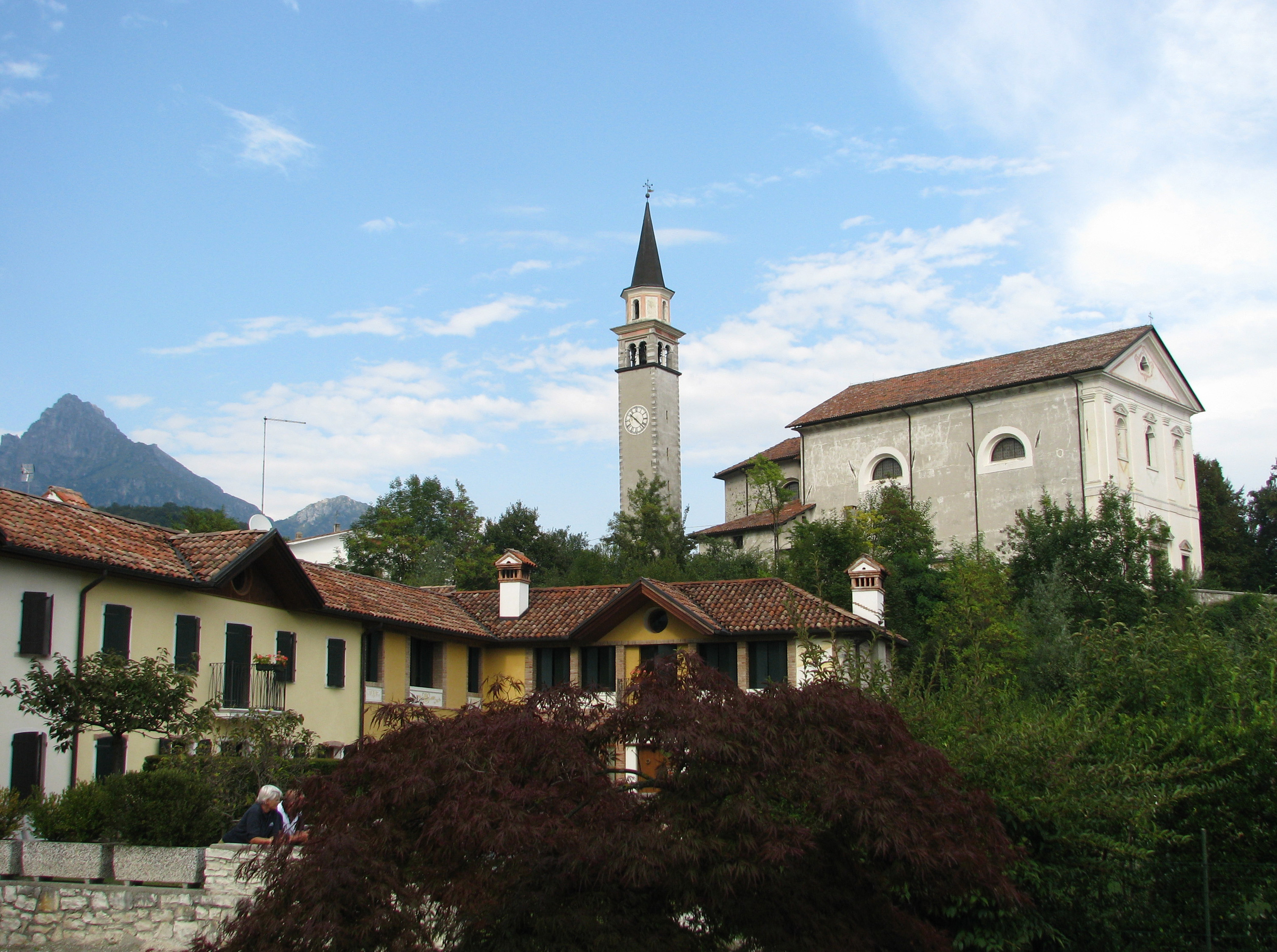
Zentrum von Pedavena